# Tetracanthella pilosa
Tetracanthella pilosa är en urinsektsart som beskrevs av Heinrich Wilhelm Schott 1891. Tetracanthella pilosa ingår i släktet Tetracanthella och familjen Isotomidae. Arten är reproducerande i Sverige. Inga underarter finns listade i Catalogue of Life.